# Gylippidae
Gylippidae es una familia de arácnidos que pertenece al orden Solifugae.

## Descripción
Caracterizada por su único flagelo masculino en forma de correa, parcialmente fusionado con el área esclerotizada del dedo queliceral inmóvil y asociado con fuertes sedas en forma de espina, así como por los opérculos genitales femeninos claramente diferenciados de los demás esternitos abdominales y específicamente variables.

## Taxonomía
El nombre científico del grupo fue propuesto por primera vez por Carl Friedrich Roewer en 1933. La familia se divide en 28 especies y cinco géneros. A continuación se muestra una lista de los géneros según Solifuges of the World.
- Género Gylippus
- Género Lipophaga
- Género Trichotoma
- Género Acanthogylippus
- Género Bdellophaga

## Distribución
Los miembros de la familia Gylippidae habitan en partes de Asia central y Oriente Medio.